# Harry Avery’s Castle

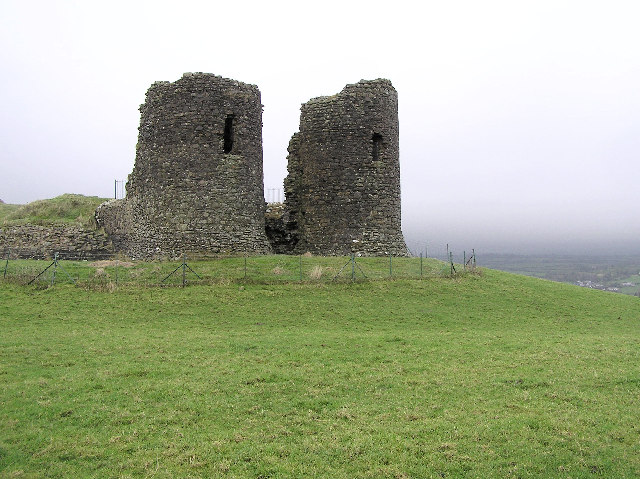
Harry Avery’s Castle

Harry Avery’s Castle ist eine Burgruine etwa 800 Meter südwestlich des Dorfes Newtownstewart im nordirischen County Tyrone. Sie ist ein seltenes Beispiel einer steinernen Burg, die ein eingeborener irischer Häuptling bauen ließ, wenn man sich auch über ihre Ursprünge und ihre Geschichte nicht sicher ist. Sie ist mit Éinrí Aimhréidh Ó Néill († 1392, anglisiert Harry Avery oder Henry O’Neill) verbunden und nach ihm benannt. Sie liegt im Townland von Upper or New Deer Park im District Derry and Strabane. Die Überreste der Burg sind ein State Care Monument unter der Leitung der Northern Ireland Environment Agency.

## Beschreibung
Die Ruinen der Burg stehen auf einem niedrigen Hügel, dessen Gipfel durch einen Erdwall künstlich steiler gemacht wurde. Dieser Erdwall ist von einer Kurtine umgeben, die allerdings größtenteils heute nicht mehr erhalten ist.
Der heute noch stehende Teil der Burg besteht aus einem zweistöckigen, rechteckigen Gebäude, vor dem massive, D-förmige Zwillingstürme stehen. Obwohl diese Konstruktion einem Torhaus ähnlich sieht, handelt es sich doch um einen einfachen Wohnturm, an den vorne die beiden D-förmigen Türme angebaut wurden. Der Wohnturm hatte ein gewölbtes Erdgeschoss, in das man durch ein großes Tor zwischen den beiden Türmen gelangte. Darüber befand sich ein Rittersaal, den man vom Hof aus erreichen konnte. Der südliche Turm enthielt eine Wendeltreppe, die die beiden Geschosse verband und beide Türme hatten kleine Räume im ersten Obergeschoss mit einzelnen Fenstern in ihren runden Mauern. Spuren einer Mauertreppe führen nach oben zum zweiten Obergeschoss und es gibt einen Latrinenabfluss nach oben, sodass man annehmen kann, dass es dort oben mindestens eine Brüstung gegeben hat. Untersuchungen an der Konstruktion ergaben, dass sie in einem Zug gebaut wurde und nicht eine Modifikation einen älteren Torhauses darstellt.
Die Konstruktion der Burg wurde mit der von Elagh Castle in Inishowen verglichen, das ebenfalls eine von Einheimischen gebaute Burg mit D-förmigen Türmen zu sein scheint. Sie scheinen von normannischen Burgen, wie Carrickfergus Castle und Castle Roche inspiriert worden zu sein, die beide echte Torhäuser mit an den Seiten angebauten D-förmigen Türmen besitzen. Die Gesamtkonstruktion von Harry Avery’s Castle gleicht auch der anderer gälischer Festungen, wie der in Seafin im County Down, die später mit einer Kurtine mit Torhaus eingefasst wurden.
Die Annalen der vier Meister dokumentieren den Tod von Harry Avery (Éinrí Aimhréidh mac Néill Móir Uí Néill). Er ereignete sich am Festtag des heiligen Brendan im Jahre 1392. Die Schrift preist seine Gerechtigkeit, seinen Adel und seine Gastfreundschaft. Aber es finden sich dort keine Aufzeichnungen über dieses Anwesen, was den Schluss nahelegt, das es ein Ort von geringer Bedeutung war.